# Burning Heart Records
Burning Heart Records is een onafhankelijk platenlabel gevestigd in Örebro, Zweden. Het is nauw verbonden met Epitaph Records, dat de distributierechten heeft voor het materiaal van Burning Heart in Noord-Amerika. Het label richt zich vooral op Europese punkbands. 

## Bands
Een (incomplete) lijst van bands en artiesten die een album via het label hebben uitgegeven:
- 59 Times The Pain
- Asta Kask
- The Accidents
- Between Us
- Bodyjar
- Bombshell Rocks
- boysetsfire
- Breach
- Chickenpox
- Division of Laura Lee
- Donots
- Flogging Molly
- Give Up The Ghost
- Hell Is for Heroes
- The Hives
- The (International) Noise Conspiracy
- Liberator
- Looptroop
- The Lost Patrol
- Midtown
- Millencolin
- Moneybrother
- Monster
- Nasum
- Nine
- No Fun At All
- Promoe
- Raised Fist
- Randy
- Refused
- Samiam
- Satanic Surfers
- Sounds Like Violence
- Turbonegro
- Voice of a Generation
- The Weakerthans
- Within Reach